# كشف الحلقة المفقودة بين أديان التعدد والتوحيد
كشف الحلقة المفقودة بين أديان التعدد والتوحيد (المسارية والهرمسية والغنوصية في العصر الهلنستي) هو كتاب لمؤلفه الدكتور خزعل الماجدي، يبحث في الفترة التاريخية الهلنستية عن الحلقة المفقودة بين أديان التعدد والتوحيد، تلك الحلقة التي حاول عتاة رجال الأديان التوحيدية المعروفة طمرها، وهي كيفية نشوء هذه الأديان ونشوء التوحيد. إنَّ هذا الكتاب هو محاولة لمعرفة ما جرى ومعرفة كيفية ظهور التوحيد الباطني العرفاني الذي سبق التوحيد السماوي أو الإلهي أو الوحييّ. الكتاب يلقي الضوء على اللحظة التاريخية الحرجة التي ترجرجت فيها عقائد الشرق والغرب القديمة واختضَّت لينتج عنها التوحيد والديانات التوحيدية.
الكتاب صادر عن المركز الثقافي العربي في الدار البيضاء في المغرب، وأيضا، حقوق الكتاب محفوظة لمؤسسة مؤمنون بلا حدود للدراسات والأبحاث. تم نشر الكتاب في عام 2014 في كل من المغرب ولبنان. مؤلف الكتاب هو الدكتور خزعل الماجدي عراقي الجنسية متخصص في تأريخ الأديان والحضارات القديمة، وكاتب وشاعر.

## ملخص الكتاب
المرحلة الهلنستية هي أكثر المراحل أهمية، من الناحية الدينية والروحية، في تاريخ البشرية (وهي المرحلة التي تلت وفاة الإسكندر المقدوني، وانتهت بقيام الدولة البيزنطية؛ أي ما بين 323 ق.م – 303م) لأنها المرحلة الحاسمة التي تمً فيها التحوّل الكبير من الأديان متعددة الآلهة إلى الأديان الموحدة، لكن الأمر لم يحدث بالبساطة التي نتصورها أو من خلال التاريخ الرسمي المعلن الذي نعرفه لهذه المرحلة، كما تعلمناه أو قرأناه أو فرض علينا.
لقد اكتشفت أن هناك حلقة مفقودة بين أديان التعدد (التي تسمى بقليل من الدقة بالديانات المشركة) وأديان التوحيد شغلتها تيارات دينية غنوصية بشكل خاص، وكان معها تيارات مسارية وهرمسية، هي التي بدأت بالتوحيد الباطني العرفاني (الغنوصي) السريّ على طريقتها، فانبثقت من حضورها المؤثر هذا، التوحيديةُ اليهودية ثم المسيحية، وجاء الإسلام في أعقاب هذا التأثير في وقت متأخر نسبياً، ولكنه كان ضمن دائرة التأثيرين المباشر وغير المباشر لها.
إن هذه الحلقة المفقودة التي تجمع المسارية والهرمسية والغنوصية هي البادئة بفكرة التوحيد العرفاني الباطني الخالي من الوحي، والتي تحملت عناء الاصطدام مع كتلتين كبيرتين: الأولى هي كتلة الماضي الصلد للأديان التعددية (المشركة!)، والثانية هي كتلة الأديان ذات التوحيد الظاهري الناشئة حديثاً والمؤمنة بالوحي، والتي انتعشت بفضل المناخ الروحاني والفلسفي الذي أشاعته المرحلة الهلنستية.
وبعد صراع طويل تمكن التوحيد الباطني من الانتصار على الأديان متعددة الآلهة، ولكنه فشل أمام الأديان التوحيدية الظاهرية الجديدة (غير العرفانية) التي أخذت التوحيد، وجعلت منه شعاراً مميزاً، وجعلته ظاهرياً لا باطنياً وأسبغت عليه صفة الوحي، وهيأت له شرائع متزمتة أصبحت، مع الزمن، موجهة لعقائده وفازت بالتوحيد النهائي، ولكنها دمرت كل تلك الجذور الأولى التي بدأها التوحيد العرفاني (الغنوصي)، ودمرت كل ما يمت بصلة للتوحيد العرفاني الباطني الذي تسلقت عليه وظهرت من خلاله.

## وصلات خارجية
رابط الكتاب بصيغة pdf منشور على الشبكة العنكبوتية:
- الرابط: هنا